# Фидлер, Георгий Иванович
Георгий Иванович Фидлер (нем. Fiedler; вариант имени — Павел (в крещении), псевдоним — Reldif-Fidlerski, 19 апреля 1900, Москва — 8 января 1983, Кормей-ан-Паризи, Париж) — религиозный деятель; сын Ивана Фидлера (старшего), брат Ивана Фидлера (младшего).

## Биография
Георгий Фидлер родился в 1900 году в Москве в лютеранской семье педагога, директора реального училища, носящего его имя, Ивана Фидлера. Георгий участвовал добровольцем в Первой мировой войне.
В эмиграции Фидлер оказался в 1920 году: жил в Марселе (департамент Буш-дю-Рон), Берлине, Страсбурге, Париже. Некоторое время он учился агрономии в Германии. В 1926 году Георгий Иванович принял православие, продолжая вести пасторскую работу в лютеранской церкви. С 1924 года изучал богословие в Монпелье, затем — в Страсбурге.
В 1929—1932 годах был членом масонской русской парижской ложи «Северное сияние» № 523 Великой ложи Франции, в которой досточтимым мастером был П. А. Бобринский.
Георгий Фидлер являлся участником Русского студенческого христианского движения (РСХД), а также работал помощником библиотекаря в Национальной библиотеке в Париже. В 1952 году в Институте Святого Дионисия (Свято-Дионисиевский православный богословский институт) он защитил диссертацию на степень лиценциата богословия («Молитва как основа антропологии») и начал преподавать в институте.
Печатался под псевдонимом Reldif-Fidlerski. Георгий издал в Париже книги: «Приглашение на пир» (1961), «Esprit et parole» («Дух и слово») (1967), «Les quatre murs de l`église invisible» («Четыре стены невидимой церкви») (1967). Автор ряда трудов на французском языке, в том числе «L`homme est prière» («Человек есть молитва») (1951), «Le retour de Verbe» («Возвращение слова») (1952), «Sagesse et prophétie» («Мудрость и пророчество») (1954), «Deux Evangiles» («Два Евангелия») (1956) и других.
Последние годы Георгий Фидлер жил в Русском доме (для престарелых) в Кормей-ан-Паризи. Похоронен на местном кладбище.